# Річард Берн
Річард Берн (англ. Richard Burn 1 лютого 1871, Ліверпуль — 26 липня 1947) — британський індолог, державний службовець в Британської Індії та нумізмат. Він був редактором четвертого тому Кембриджської історії Індії (англ. The Cambridge History of India та автором чотирьох глав її шостого тому, який висвітлював політичну ситуацію в Індії після 1900 року.

## Життєпис
Річард Берн народився в англійському Ліверпулі, де закінчив Ліверпульський інститут, а потім вступив до коледжу Крайст-черч, що відноситься до Оксфордському університету.

## Кар'єра в Індії
1891 — Берн вступив на державну службу в Індії. Він зайняв посаду заступника міністра уряду Сполучених провінцій Агра і Ауд з 1897 років, суперінтенданта перепису 1900 року, редактора довідника The Imperial Gazetteer of India в 1905 році, для якого він працював з 1902 року.
Берн був секретарем уряду Сполучених провінцій Агра і Ауд та членом Законодавчої ради з 1910 року (головний секретар з 1912 року). 1918 — він був призначений уповноваженим у 1918 році й членом Ради по доходах Сполучених провінцій Агра і Ауд в 1922 році. 1926— він був виконуючим обов'язки фінансового члена. Берн пішов з державної служби в 1927 році.
Річард Берн був нагороджений золотою медаллю Кайсері-і-Хінд за свою діяльність під час голоду в Індії в 1907—1908 роках.

## Кар'єра редактора
Річард Берн став третім редактором нового видання географічного довідника Британської Індії The Imperial Gazetteer of India, замінивши на цьому місці Вільяма Стівенсона Меєра, який в свою чергу змінив сера Герберта Ріслі. Перше видання The Imperial Gazetteer of India було опубліковано в 1881 році, а друге — в 1885—1887 роках. Обидва вони перейшли на більш високі посади. Нове третє видання виходило в 26 томах в Оксфорді з 1909 року.
У доповіді, прочитаним їм перед індійським відділенням Королівського товариства мистецтв в 1908 році, Берн описав величезні зусилля, які були зроблені для покращення The Imperial Gazetteer of India у порівнянні з попередніми виданнями, включаючи значно розширене зміст і додавання докладного атласу. Він також повідомив про бюрократичних труднощі при створенні довідника.

## Нумізматика
Річард Берн був знаючим нумізматом і писав статті на цю тему, що публікувалися в нумізматичній хроніці (англ. Numismatic Chronicle та в журналах Королівського азійського суспільства і Азійського суспільства Бенгалії. Він був членом-засновником в 1910 році Нумізматичного суспільства Індії.

## Деякі публікації
- Census report of the United Provinces. 1902.
- The Imperial Gazetteer of India. 3rd edition. Clarendon Press, Oxford, from 1909. (Editor)
- The Cambridge History of India Vol. IV The Mughul period. University Press, Cambridge, 1937. Planned by Wolseley Haig, edited by Richard Burn.
- The Cambridge History of India Vol. VI. The Indian Empire, 1858-1918. With chapters on the development of administration, 1818-1858. Тисяча дев'ятсот тридцять дві. Edited by HH Dodwell. Four chapters by Richard Burn.